# Resolutie 2099 Veiligheidsraad Verenigde Naties
Resolutie 2099 van de Veiligheidsraad van de Verenigde Naties is een op 25 april 2013 aangenomen resolutie van de VN-Veiligheidsraad. De resolutie passeerde unaniem en verlengde de MINURSO-missie in de Westelijke Sahara verder met een jaar.

## Achtergrond
Begin jaren 1970 ontstond een conflict tussen Spanje, Marokko, Mauritanië en de Westelijke Sahara zelf over de Westelijke Sahara dat tot dan in Spaanse handen was. Marokko legitimeerde de aanspraak die het maakte op basis van historische banden met het gebied. Nadat Spanje het gebied opgaf bezette Marokko er twee derde van. Het land is nog steeds in conflict met Polisario dat met steun van Algerije de onafhankelijkheid blijft nastreven. Begin jaren 1990 kwam een plan op tafel om de bevolking van de Westelijke Sahara via een volksraadpleging zelf te laten beslissen over de toekomst van het land. Het was de taak van de VN-missie MINURSO om dat referendum op poten te zetten. Het plan strandde later echter door aanhoudende onenigheid tussen de beide partijen waardoor ook de missie nog steeds ter plaatse is.

## Inhoud
De partijen en de Westelijke Sahara wilden via de VN verder onderhandelen om hun conflict op politieke wijze op te lossen. Het mandaat van de VN-missie werd derhalve tot 30 april 2014 verlengd. Volgens de secretaris-generaal was de missie nog steeds relevant om het staakt-het-vuren in stand te houden en als zichtbare inspanning van de internationale gemeenschap om het conflict te helpen oplossen.
Ter plaatse werd intussen een vijfde onderhandelingsronde voorbereid. De partijen werden opgeroepen politieke wil te tonen en een goede sfeer te creëren waarin intensiever kon worden onderhandeld. Een correcte oplossing die voor beide partijen aanvaardbaar was moest de bevolking in het gebied zelfbeschikking geven en bijdragen aan de stabiliteit en veiligheid in de hele regio.

## Verwante resoluties
- Resolutie 1979 Veiligheidsraad Verenigde Naties (2011)
- Resolutie 2044 Veiligheidsraad Verenigde Naties (2012)
- Resolutie 2152 Veiligheidsraad Verenigde Naties (2014)
- Resolutie 2218 Veiligheidsraad Verenigde Naties (2015)

Lijst ·  2086 ·  2087 ·  2088 ·  2089 ·  2090 ·  2091 ·  2092 ·  2093 ·  2094 ·  2095 ·  2096 ·  2097 ·  2098 ·  2099 ·  2100 ·  2101 ·  2102 ·  2103 ·  2104 ·  2105 ·  2106 ·  2107 ·  2108 ·  2109 ·  2110 ·  2111 ·  2112 ·  2113 ·  2114 ·  2115 ·  2116 ·  2117 ·  2118 ·  2119 ·  2120 ·  2121 ·  2122 ·  2123 ·  2124 ·  2125 ·  2126 ·  2127 ·  2128 ·  2129 ·  2130 ·  2131 ·  2132